# George Maciunas
George Maciunas (en lituà: Jurgis Mačiūnas); 8 de novembre de 1931, Kaunas, (Comtat de Kaunas), Lituània - 9 de maig de 1978, Boston, Massachusetts, Estats Units), fou un artista estatunidenc d'origen lituà,  historiador de l'art i organitzador d'art que va ser el membre fundador i coordinador central de Fluxus,  una comunitat internacional d'artistes, arquitectes, compositors i dissenyadors. És famós per organitzar i actuar als primers Happenings i Festivals de Fluxus, pel seu treball d'art gràfic Fluxus i per reunir una sèrie de múltiples d'artistes de Fluxus molt influents.

## Orígens
Inicialment Maciunas va escollir el nom de «Fluxus» el 1961 per a una revista d'art que havia pensat, però que mai no es va arribar a editar. A partir d'això, el nom va servir per als concerts, festivals que ell mateix va organitzar durant els anys seixanta i setanta. Altres destacats membres de Fluxus van ser Yoko Ono, Joseph Beuys, George Brecht, Nam June Paik, Charlotte Moorman, Wolf Vostell i Dick Higgins.
Maciunas va manifestar el 1965 que pretenia «demostrar que qualsevol cosa pot ser art i qualsevol pot fer-ho»